# زررو
زررو، روستایی از توابع بخش خضرآباد شهرستان صدوق در استان یزد ایران است.

## جمعیت
این روستا در دهستان ندوشن قرار دارد و براساس سرشماری مرکز آمار ایران در سال ۱۳۹۵، روستا خالی از سکنهٔ قابل ذکر بود.